# ホヨー・ド・モントレー
英語読みホヨー・ド・モントレー、スペイン語読みでオヨ・デ・モントレイ（Hoyo de Monterrey）とは、キューバ共和国で生産されている葉巻の銘柄の1つである。

## 概要
1831年、創始者ホセ・ヘネル（Don José Gener y Batet）13歳でスペインからキューバに移住し、ブエルタ・アバホにある叔父の農園で働いた。20年後、彼はハバナで葉巻工場を開き、自身の葉巻ライン、ラ・エセプシオン（La Escepción）の生産を開始する。1865年、工場の利益でブエルタ・アバホのタバコ農園を取得した後、その農園にちなんで「オヨ・デ・モントレイ」のブランド名を付けた。ソフトで繊細な軽めの味わいで、「ハバナの王道」とも言われる。

## 種類
下記の表記は国内流通している銘柄の一覧。代表的な物としては「Le Hoyo」シリーズが挙げられる。
その他、年度限定や地域限定品等も存在する。

## その他
- 麻生太郎元首相の愛用の葉巻である。
- 創始者「ホセ・ヘネル」の名を冠したパイプたばこ（キューバ製）も存在する。